# Kyōgoku Takaharu
Kyōgoku Takaharu (京极高晴) (18 de janeiro de 1938 – 6 de maio de 2024) foi um empresário e um sacerdote xintoista.
Takaharu foi o 15.º líder do Clã Kyōgoku. Ainda detém o título de Shishaku (子爵, visconde) do kazoku da Era Meiji, sistema de nobreza abolido em 1947, quando sua família detinha o Domínio de Toyooka (Província de Tajima atual Hyōgo).

## Carreira
Trabalhou durante a maior parte de sua carreira profissional como executivo da Nippon Yusen . Depois disso comprou e trabalhou na Kantoueisen (关东曳船, Rebocadores Kanto), uma pequena empresa de rebocadores baseada em Yokohama.
Takaharu foi nomeado sacerdote chefe (神主, kannushi) do Santuário Yasukuni (靖国神社, Yasukuni Jinja), em 2009.

## Morte
Takaharu morreu em 6 de maio de 2024, aos 86 anos, devido a uma hematoma epidural.